# 上河區
上河區（英語：Upper River Division）是西非國家岡比亞的五個行政區之一，首府巴塞聖蘇，北面、東面和南面是塞內加爾，西接中河區，下分4縣，面積2,070平方公里，2010年人口198,773。
13°23′40″N 14°10′31″W / 13.39444°N 14.17528°W